# Otročínská kyselka
Otročínská kyselka (rovněž Horní otročínský pramen) je volně přístupný minerální pramen v Otročíně, v okrese Karlovy Vary v Karlovarském kraji.

## Geografická poloha

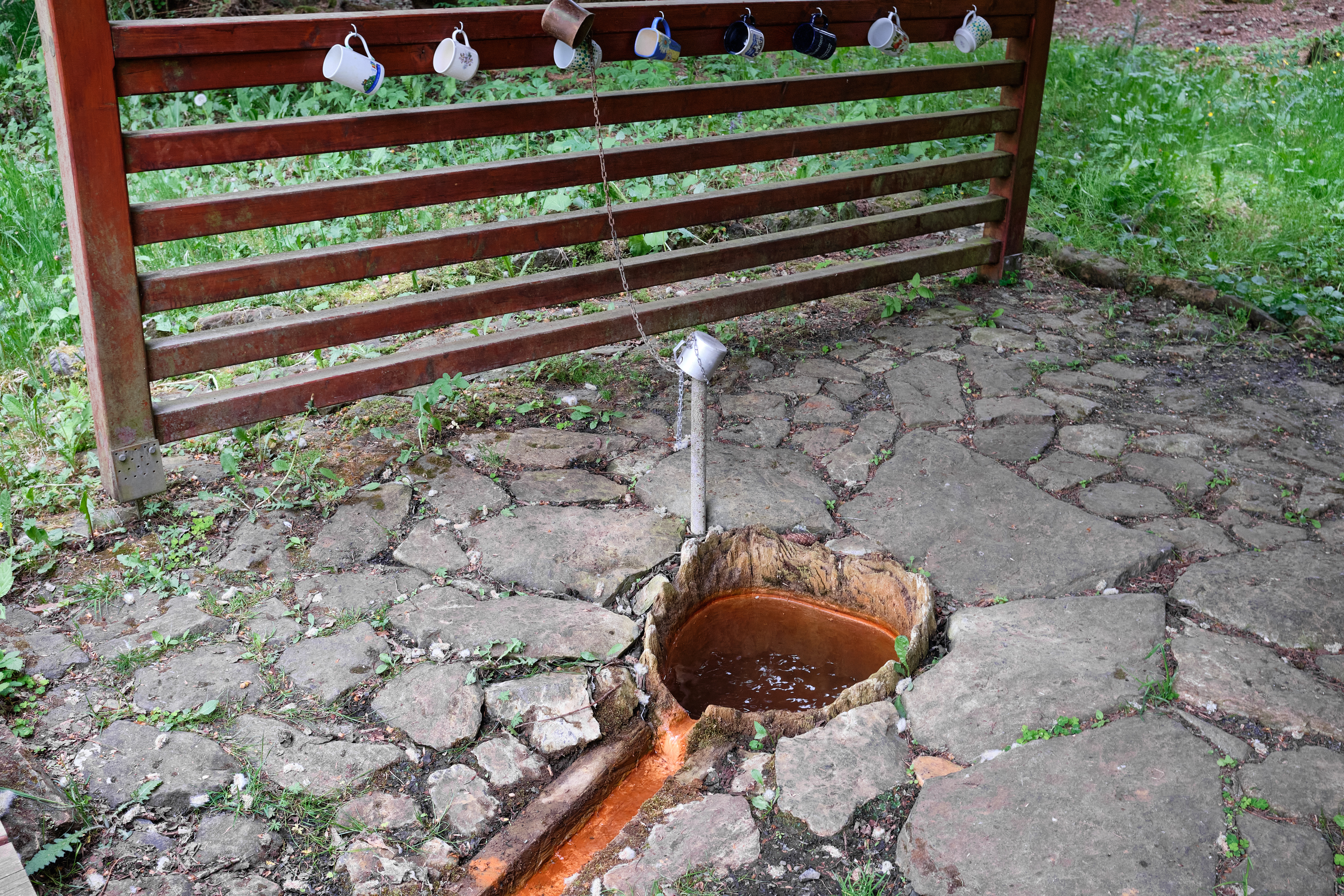
Pohled na vývěr

Minerálka vyvěrá v Tepelské vrchovině v k. ú. Otročín jižně od obce Otročín, severně od města Teplá.

## Přírodní poměry a využívání
Pramen Otročínské kyselky se nachází při západním okraji CHKO Slavkovský les, ovšem již mimo území CHKO. Leží na rozhraní mariánskolázeňského metabazického komplexu, tvořeného převážně amfibolitem, a tepelského krystalinika s převahou ruly. Amfibolit má vliv na zvýšený obsah hořčíku v minerální vodě.
Širší okolí je bohaté na minerální vody a již od středověku jim věnovali pozornost premonstráti z kláštera Teplá. První seznam okolních minerálních pramenů pochází z roku 1609. Bohuslav Balbín pořídil další seznam na konci 17. století a uvedl, že okolí Teplé je prostoupeno výbornými, zdraví prospěšnými lahodnými kyselkami, jež nelze ani spočítat.
Roku 2008 byl pramen a jeho okolí zrekonstruováno. Pro jímání byl zachován původní 70 cm dlouhý dutý kmen s vyrytým letopočtem 1819. Nad jímáním byl postaven nový altánek a okolí vydlážděno. U altánku je umístěná informační tabule. Odtok je řešen korýtkem a stružkou do Nadluckého potoka, který teče v bezprostřední blízkosti vývěru.

## Vlastnosti a složení
I když je pramen jímán v aluviu, má puklinový charakter s poměrně nízkou teplotou na vývěru. Teplota pramene mírně kolísá okolo 7 °C, celková mineralizace činí přibližně 2 000 mg/litr. Obsah oxidu uhličitého je vysoký, dosahuje 2 600 mg/litr, což dodává minerálce vysokou perlivost a příjemnou kyselou chuť. Minerální voda má mírně zvýšený obsah vápníku (234 mg/l), hořčíku (109 mg/l) a železa (16 mg/l). Hodnota pH je 5,3. O léčivých účincích kyselky nejsou žádné zprávy.

## Přístupnost
Odběrové místo minerálního pramene je volně přístupné a je zakreslené v turistických mapách. K místu vývěru vede z Otročína necelé 2 kilometry dlouhá místní, modře značená turistická stezka. V místě odbočení stezky ze silnice z Otročína do Teplé stojí turistický přístřešek.